# کاراسوک (جمهوری آلتای)
کاراسوک (به لاتین: Karasuk) یک منطقهٔ مسکونی در روسیه است که در جمهوری آلتای واقع شده‌است.